# Stubbington
Stubbington är en ort i grevskapet Hampshire i södra England. Orten ligger i distriktet Fareham mellan städerna Southampton och Portsmouth, på den engelska sydkusten. Stubbington hade 14 317 invånare vid folkräkningen år 2021.